# 속초시·양구군·인제군·고성군
속초시·양구군·인제군·고성군은 대한민국의 옛 국회의원 선거구이다. 당시 강원도 속초시, 양구군, 인제군, 고성군 지역을 관할했다.

## 역사
제11대 국회의원 선거를 앞두고 선거구 개편이 이루어지면서 속초시·양양군·인제군·고성군 선거구에서 속초시, 인제군, 고성군 지역과 춘천시·춘성군·철원군·화천군·양구군 선거구에 있던 양구군이 하나의 선거구를 이루게 됨에 따라 신설되었다.
제13대 국회의원 선거를 앞두고 속초시, 고성군 지역은 속초시·고성군 선거구를 이루고 양구군, 인제군은 춘성군과 함께 춘성군·양구군·인제군 선거구를 이루게 됨에 따라 폐지되었다.

## 역대 국회의원
| 선거   | 정당 | 정당       | 1위 의원 | 정당 | 정당       | 2위 의원 |
| ------ | ---- | ---------- | -------- | ---- | ---------- | -------- |
| 1981년 |      | 민주정의당 | 정재철   |      | 민주한국당 | 허경구   |
| 1985년 |      | 민주정의당 | 정재철   |      | 민주한국당 | 허경구   |

## 역대 선거 결과

### 대한민국 제11대 국회의원 선거
|  | 57.20% |

|  | 20.46% |

|  | 9.28% |

|  | 8.02% |

|  | 5.02% |

### 대한민국 제12대 국회의원 선거
|  | 59.91% |

|  | 22.43% |

|  | 17.64% |